# American Airlines
American Airlines ist eine US-amerikanische Fluggesellschaft im Besitz der American Airlines Group mit Sitz im texanischen Fort Worth.
American Airlines geht auf einen 1930 geschlossenen Verbund amerikanischer Regionalfluggesellschaften zurück. Bereits kurz nach dem Zweiten Weltkrieg begann das Unternehmen über Tochtergesellschaften mit internationalen Passagierflügen und galt in den 1950er-Jahren als zweitgrößte Fluggesellschaft der Welt nach Aeroflot.
American zählt in den Vereinigten Staaten zu den Major carriers und gehört neben Delta Air Lines und United Airlines zu den letzten traditionsreichen Linienfluggesellschaften mit umfangreichem Streckennetz in den USA.
Am 9. Dezember 2013 fusionierte American Airlines mit US Airways zur größten Fluggesellschaft der Welt; daraus entstand 2013 die Muttergesellschaft American Airlines Group.
Über die Dachmarke American Eagle betreiben sowohl konzerneigene als auch fremde Fluggesellschaften Zubringerflüge im Auftrag von American.

## Geschichte

### Gründerjahre

Eine Douglas DC-3 der American Airlines im Jahr 1943

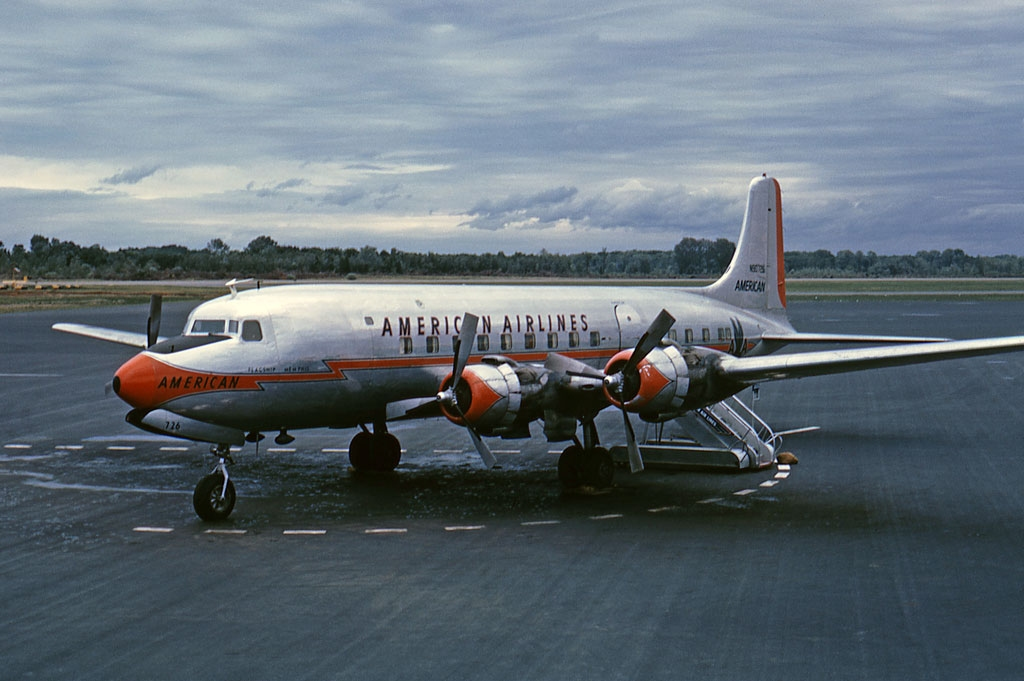
Eine Douglas DC-6 der American Airlines, 1962

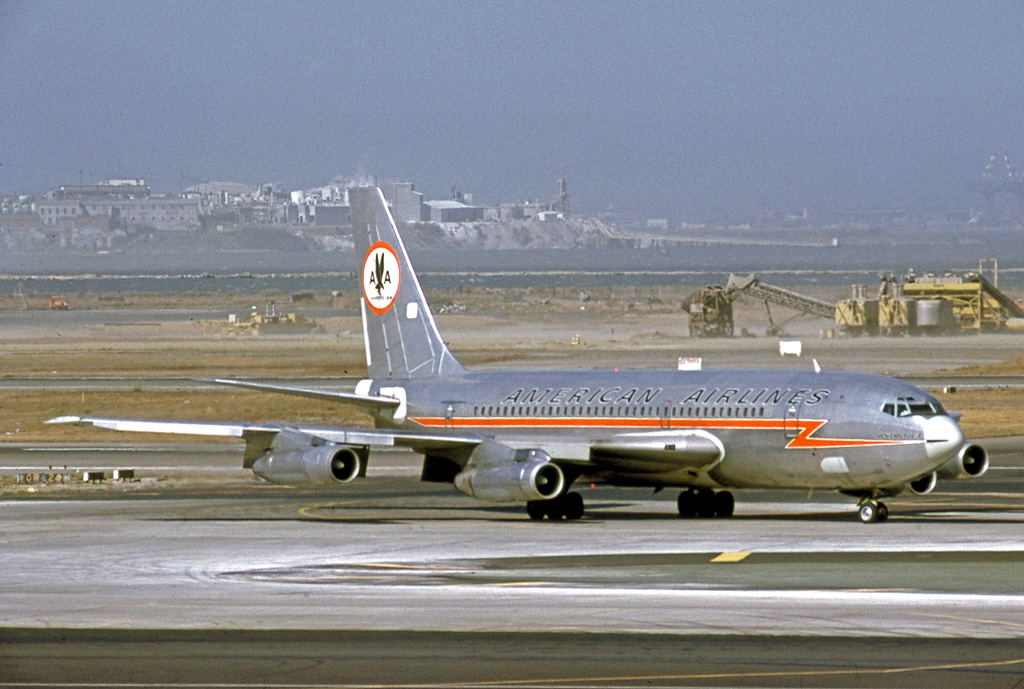
Eine Boeing 720 der American Airlines, 1970

Laut mehreren Geschichtsdarstellungen flog der berühmte Flugpionier Charles Lindbergh als Chefpilot der Robertson Aircraft Corporation 1926 erste American Airlines-Flüge. Die Robertson Aircraft Corporation hatte den Betrieb mit einem Vertrag zur Beförderung von Luftpost aufgenommen.
Ende der 1920er-Jahre hatte die Aviation Corporation (kurz AVCO), eine Holdinggesellschaft die zur heutigen Textron-Gruppe gehört, Beteiligungen an mehreren Fluggesellschaften erworben, darunter auch an Universal Air Lines System. Am 25. Januar 1930 fusionierte Avco alle übernommenen Fluggesellschaften mit der Universal Air Lines System, die daraufhin den Namen American Airways erhielt. American Airways kam durch den Zusammenschluss auch in Besitz der Streckenrechte dieser Einzelgesellschaften. Hierzu gehörten unter anderem Verbindungen von Boston und New York nach Chicago sowie von dort nach Dallas. Zudem erteilte Walter Folger Brown, der damalige United States Postmaster General, der Gesellschaft im Jahr 1930 Linienrechte zwischen Dallas und Los Angeles. Als AVCO ihre Gesellschaftsanteile nach dem US-Luftpost-Skandal im Jahr 1934 veräußerte, übernahm Errett Lobban Cord die in American Airlines umbenannte Fluggesellschaft. Erster CEO war Cyrus Rowlett Smith.
Im Zweiten Weltkrieg absolvierte die Fluggesellschaft auch Truppentransporte. Die Gesellschaft gehört auch heute noch zu den Linien- und Charterfluggesellschaften, die vom US-Militär für Truppentransporte genutzt werden.
Nach dem Zweiten Weltkrieg gründete man während einer Fusion mit der American Export Airlines die Marke American Overseas Airlines und bot Transatlantikflüge an.

### Jet-Zeitalter
American Airlines war Erstkunde der Kolbenmotor-Propellerflugzeuge der Typen DC-2, DC-3, DC-4, DC-6 und DC-7. 1949 war American die erste Gesellschaft mit ausschließlich Nachkriegsflugzeugen mit Druckkabinen. Das erste Turboprop-Flugzeug war eine Lockheed L-188 Electra. Am 25. Januar 1959 wurde dann als erstes Strahlflugzeug die Boeing 707 in Betrieb genommen. American Airlines entschied sich 1968 nach einer eigenen Ausschreibung als Erstkunde für die DC-10. In den 1970er-Jahren erfolgte der Ausbau des weltweiten Streckennetzes. Die erste Boeing 747 wurde am 2. März 1970 gekauft. Im Jahr 1984 trat American Airlines als Großkunde für 67 Flugzeuge und weitere 100 Optionen für die McDonnell Douglas DC-9-82 auf, nachdem man 1983 dieses Muster eingeführt hatte. American Airlines ist mit Abstand der größte Betreiber der MD-80-Serie.

### Neuerungen Ende des 20. Jahrhunderts
In den frühen 1960er-Jahren entwickelte American Airlines zusammen mit IBM das erste elektronische Buchungssystem Sabre. AA führte 1981 das Vielfliegerprogramm mit Bonusmeilen-System als Marketinginstrument ein: Das AAdvantage-Programm hat auch heute noch die meisten Teilnehmer weltweit. Auch beim Management von Auslastung, Kosten und Verkaufspreisen revolutionierte AA mit einem ausgeklügelten Ertragsmanagement die Luftfahrtbranche. Im Jahr 1999 war American Airlines Gründungsmitglied der Luftfahrtallianz oneworld. Canadian Airlines International war wichtigster Code-Sharing-Partner der American.

### 2000er-Jahre

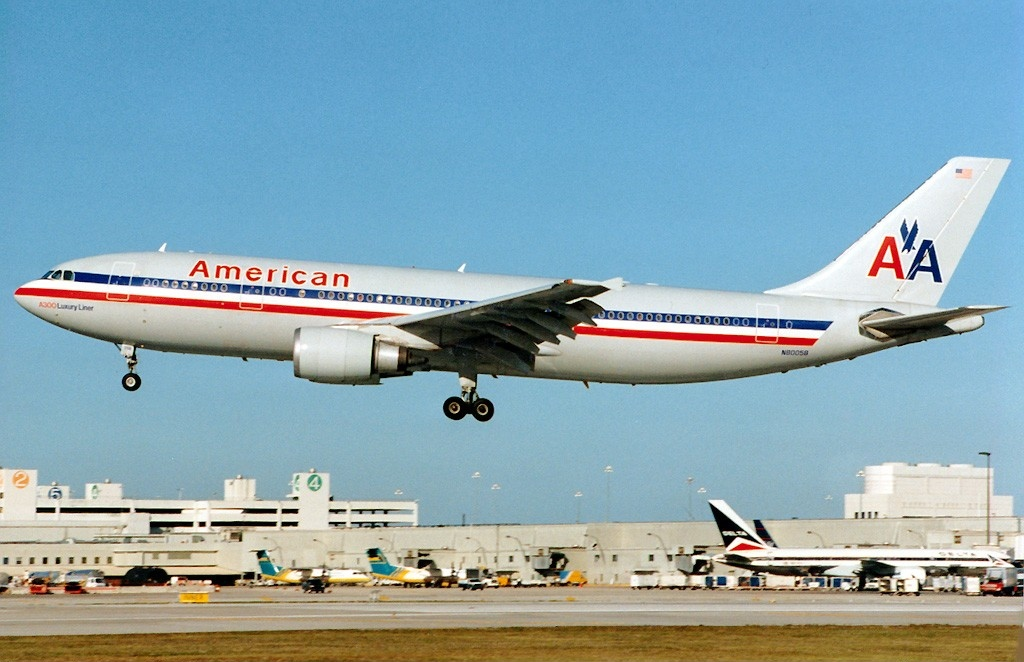
Ein Airbus A300 der American Airlines, 1992

Im April 2001 wurde die in Konkurs gegangene Trans World Airlines (TWA) aufgekauft, wodurch mit dem fusionierten Unternehmen die größte Fluggesellschaft der Welt entstand. Bei den Terroranschlägen vom 11. September 2001 wurden unter anderem zwei Maschinen der American Airlines entführt, wovon die eine von den Selbstmordattentätern in das World Trade Center in New York City gelenkt wurde und die andere in das Pentagon in Arlington gesteuert wurde. Zusammen mit United Airlines, US Airways, Delta Air Lines, Continental Airlines und Boeing hat American Airlines eine Klageschrift gegen FBI und CIA aufgrund der Anschläge vom 11. September 2001 eingereicht. Ziel ist die Klärung der Frage, ob die Airline-Branche eine Mitschuld an den Terroranschlägen von 9/11 trägt und/oder ob ihre Reaktionen richtig und angemessen waren.
Am 25. August 2009 landete der letzte Flug mit einem Airbus A300-600R auf dem John F. Kennedy International Airport. Die A300 war 21 Jahre im Dienst der American Airlines gewesen. Die Strecken der A300 wurden von Maschinen des Typs Boeing 757 übernommen.

### Insolvenz
Am 29. November 2011 meldeten American Airlines, deren Mutterkonzern AMR und mehrere Tochtergesellschaften Insolvenz nach Chapter 11 an. Der Flugbetrieb wurde aufrechterhalten. Ziel des Schritts war, sich von hohen Schulden zu befreien, um weiterarbeiten zu können. American Airlines erwirtschaftete seit langem hohe Verluste. Alleine in den ersten neun Monaten des Jahres 2011 war ein Minus von 884 Millionen Dollar angefallen. Der Fluggesellschaft machten nach eigenen Angaben die hohen Kerosinkosten und die scharfe Konkurrenz zu schaffen.

### Neues Corporate Design
Am 17. Januar 2013 präsentierte American Airlines nach 30 Jahren ein vollständiges neues Corporate Design. Neben der Bemalung der Flugzeuge wird auch das Logo der Gesellschaft durch eine völlig neue Version ersetzt. Die Gesellschaft verzichtet zukünftig auch auf die reine Klarlackierung ihrer Flugzeuge, die einer mattgrauen Bemalung weicht.

### Fusion mit US Airways
Am 14. Februar 2013 gaben US Airways und die AMR Corporation, Muttergesellschaft von AA bekannt, zur weltgrößten Fluggesellschaft American Airlines zu fusionieren, deren Hauptsitz Fort Worth sein wird. Die fusionierte Gesellschaft führt nach Genehmigungen durch Behörden und Anteilseigner den Namen American Airlines weiter, wird von US Airways CEO Doug Parker geleitet werden und stellt nach Passagierkilometern die größte Fluggesellschaft der Welt dar. Beide Fluggesellschaften erhofften sich zu diesem Zeitpunkt Einsparungen von 1,2 Milliarden US-Dollar. Außerdem bietet American Airlines nunmehr Strecken an der US-Ostküste an, wo sie bisher als unterrepräsentiert galt.
Das Justizministerium der Vereinigten Staaten reichte im August 2013 Klage gegen die geplante Fusion ein, da die US-Regierung mit Verschlechterungen für die Passagiere rechnete. Nach Ansicht des Ministeriums wären Preiserhöhungen und schlechterer Service die Folge. Zudem könne auch der örtliche Wettbewerb im kommerziellen Luftverkehr erlahmen. Zwischenzeitlich einigte man sich jedoch und genehmigte den Zusammenschluss endgültig. Um hohe Preise aufgrund der marktbeherrschenden Stellung durch die neue Fluggesellschaft vorzubeugen, müssen American Airlines und US Airways einige Flugsteige und Start- beziehungsweise Landeslots an amerikanischen Großflughäfen an Billig-Airlines abtreten.
Am 8. April 2015 erhielten American Airlines und US Airways ihre gemeinsame Betriebslizenz, nachdem zahlreiche Abläufe im Betrieb formal vereinheitlicht wurden. Alle Flüge werden nun mit dem Rufzeichen American durchgeführt.

### Einführung der Boeing 787
Als erste amerikanische Fluggesellschaft führte American Airlines mit der Einflottung der Boeing 787-9 eine wirklich neue Beförderungsklasse namens Premium Economy ein. Am 13. September 2016 wurde die erste Boeing 787-9 von der Airline übernommen.

## Flugziele
Wichtige Drehkreuze sind Dallas/Ft.Worth, Chicago-O’Hare, Miami, San Juan und New York-John F. Kennedy.
American Airlines fliegt fast alle US-Bundesstaaten sowie Puerto Rico an. Ein dichtes Netz besteht vor allem auch in der Karibik und Mittelamerika; Kanada wird ebenfalls angeflogen. Interkontinental werden einige Ziele in Europa, Südamerika und Ostasien bedient.
Ziele im deutschsprachigen Raum
Mit Stand vom Mai 2019 bedient American Airlines zwei Ziele in Deutschland und ein Ziel in der Schweiz: Frankfurt am Main, München und Zürich. Österreich, Belgien und Luxemburg werden nicht angeflogen.
Ehemalige Ziele im deutschsprachigen Raum
Von 1989 bis 1990 wurden von New York/JFK aus Hamburg mit Stop in Brüssel und Stuttgart mit Stop in Zürich angeflogen. Dazu gab es einen Flug von Chicago über Brüssel nach Düsseldorf sowie Anfang der 1990er Jahre für kurze Zeit die Route Chicago – Berlin/Tegel – München. Die Strecke Düsseldorf – Chicago-ORD wurde im September 2016 eingestellt.
Seit dem Sommerflugplan zum 25. März 2018 wird Zürich nicht mehr ab New York-JFK, sondern ab Philadelphia angeflogen.
In der Sommersaison 2019 flog American Airlines von Philadelphia nach Berlin/Tegel. Von Juni bis September wurde die Route viermal wöchentlich angeboten. Obwohl eine Rückkehr für 2020 geplant war, geschah dies durch die Corona-Krise nicht, Anfang Juli 2020 wurde Berlin schließlich komplett aus dem Flugplan gestrichen.

## Codesharing
American Airlines arbeitet darüber hinaus mit zahlreichen Codeshare-Partnern zusammen, darunter British Airways, Iberia, LATAM Airlines, Finnair, Japan Airlines und Qantas Airways. Mit der Fluggesellschaft GOL besteht ein Codeshare-Abkommen für Flugziele in Brasilien und Lateinamerika.

## Flotte

### Aktuelle Flotte, American Airlines

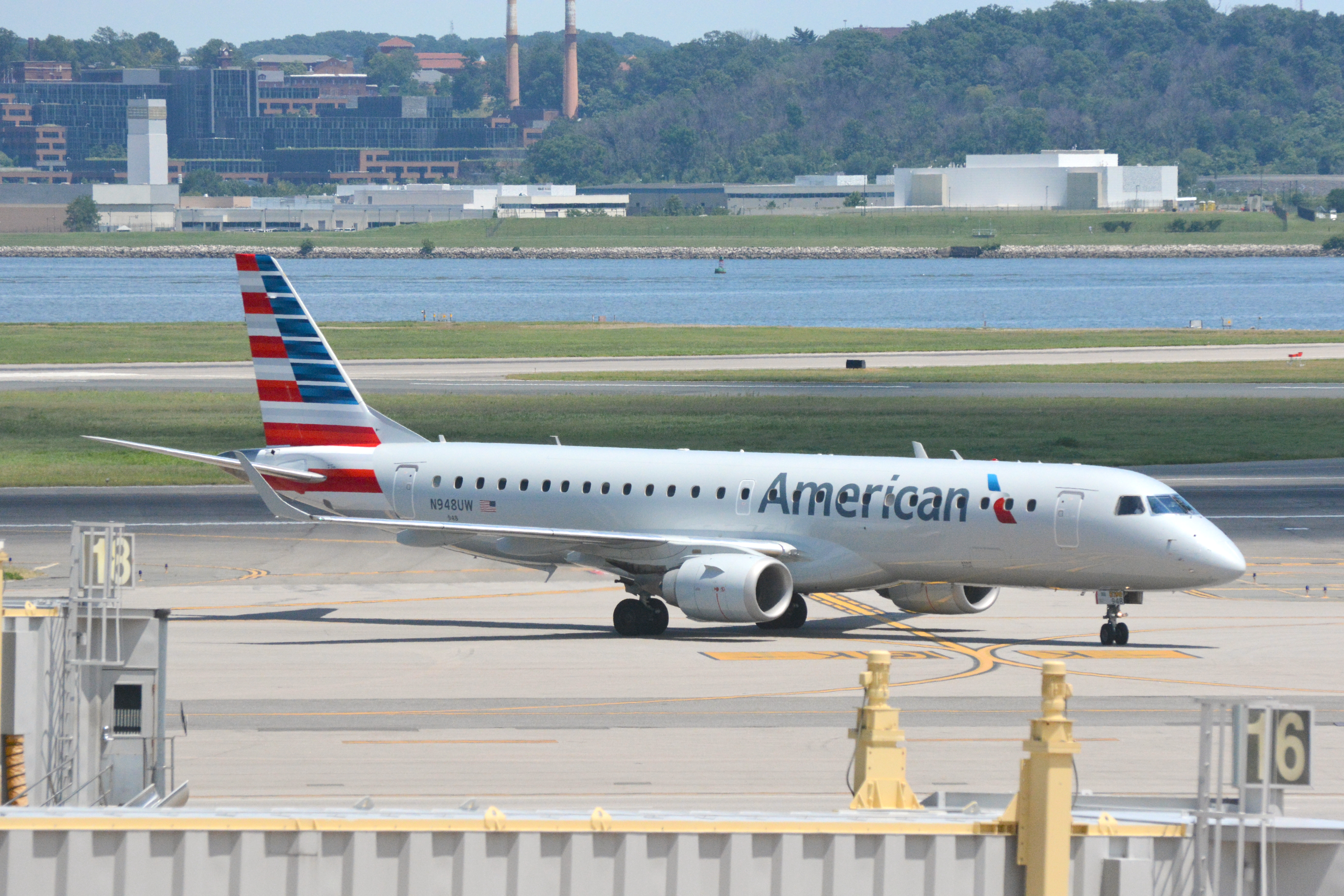
Eine Embraer 190 der American Airlines, 2016

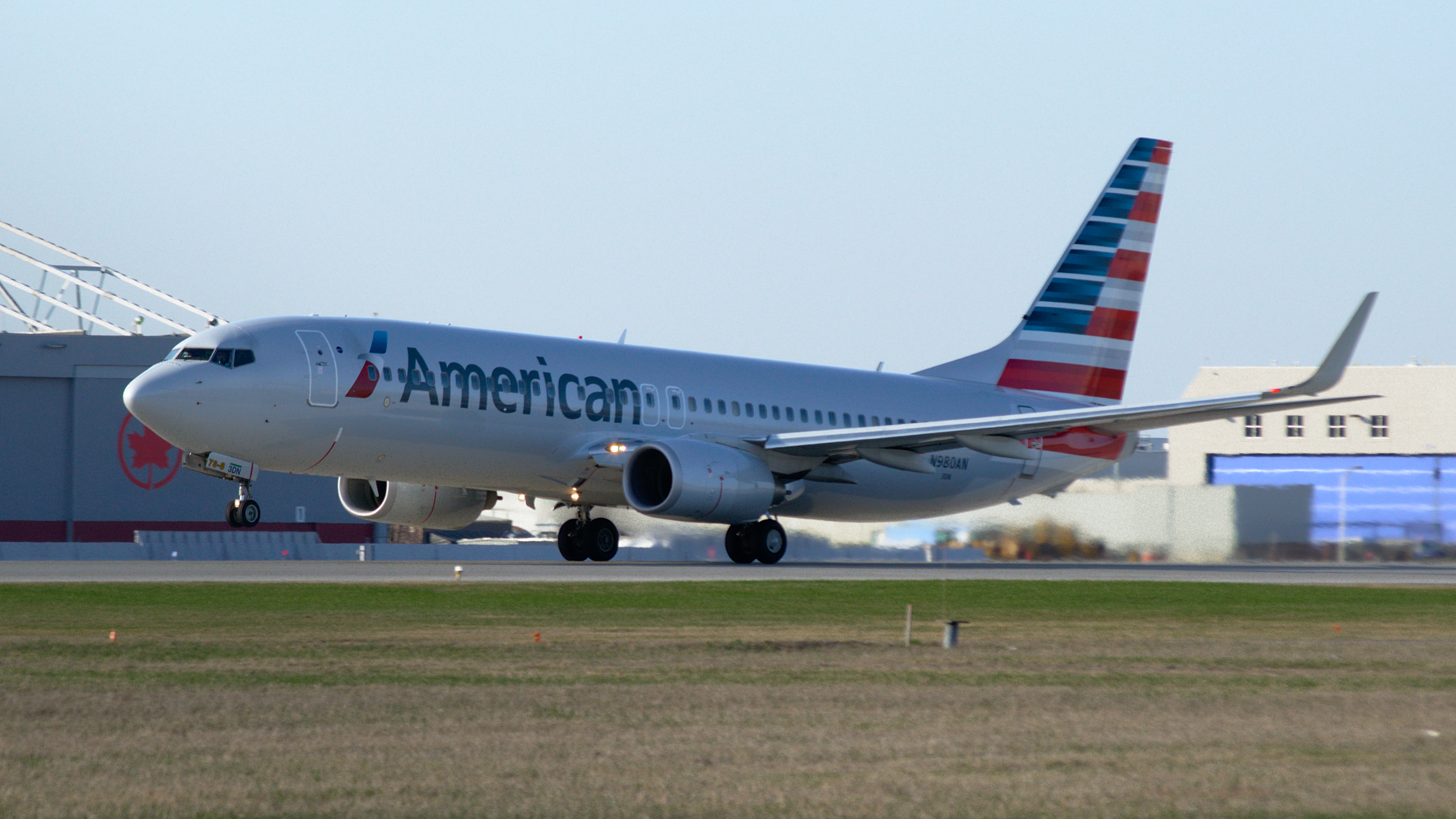
Eine Boeing 737-800 der American Airlines

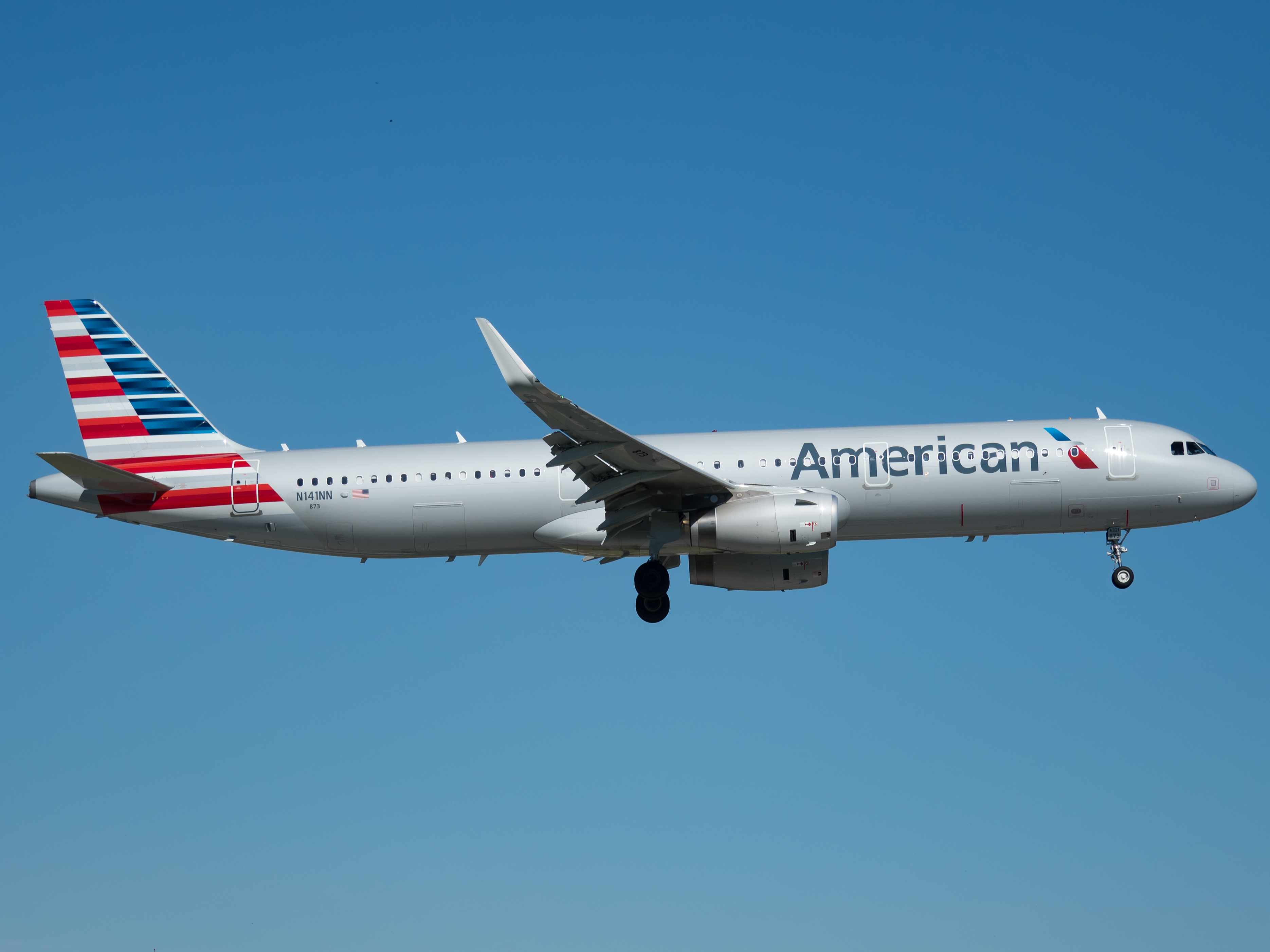
Ein Airbus A321 der American Airlines, 2016

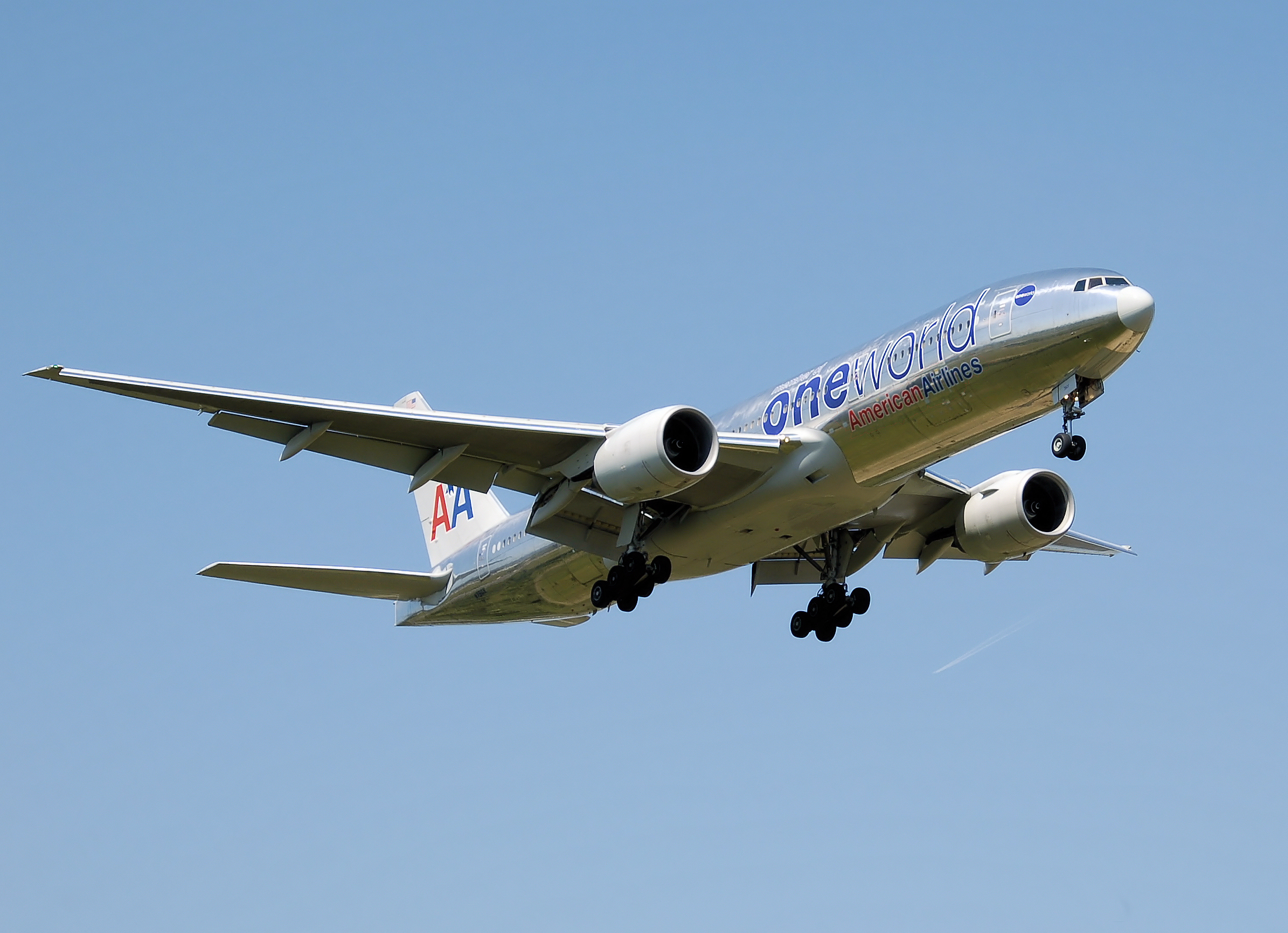
Eine Boeing 777-200ER der American Airlines in oneworld-Sonderbemalung

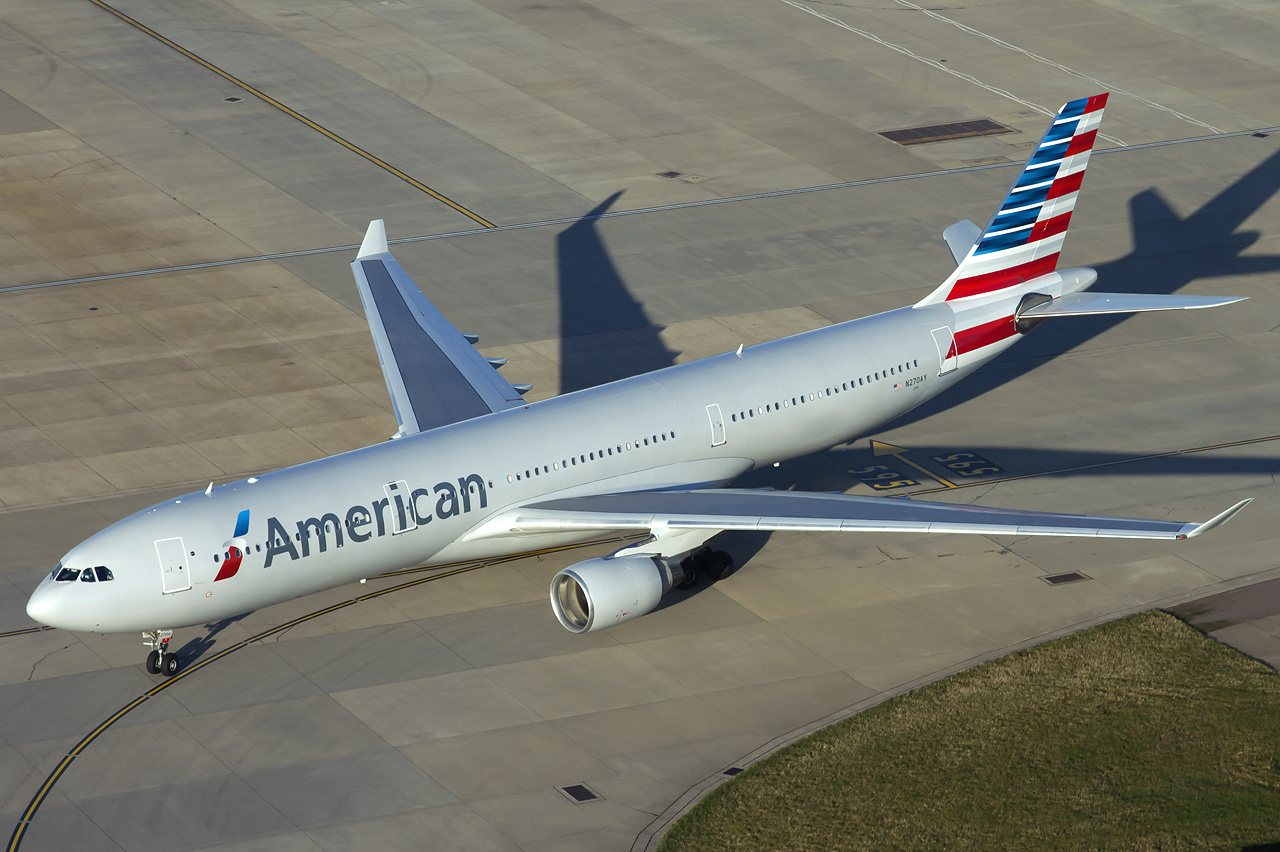
Ein Airbus A330 der American Airlines, 2014

Mit Stand November 2024 besteht die Flotte der American Airlines aus 974 Flugzeugen mit einem Durchschnittsalter von 13,8 Jahren:
| Flugzeugtyp                      | Anzahl | bestellt      | Anmerkungen                                            | Sitzplätze (First/Business/ Premium Economy/Eco+/Eco) | Durchschnittsalter |
| -------------------------------- | ------ | ------------- | ------------------------------------------------------ | ----------------------------------------------------- | ------------------ |
| Airbus A319-100                  | 133    |               | 32 mit Sharklets ausgestattet; sieben inaktiv          | 128 (8/–/–/24/96)                                     | 20,7 Jahre         |
| Airbus A320-200                  | 048    |               | zwei inaktiv                                           | 150 (12/–/–/18/120)                                   | 23,6 Jahre         |
| Airbus A321-200                  | 202    |               | sechs inaktiv; 98 mit Sharklets ausgestattet           | 190 (20/–/–/35/135)                                   | 12,3 Jahre         |
| Airbus A321-200 Transcontinental | 016    | einer inaktiv | 102 (10/20/–/36/36)                                    |                                                       | 12,3 Jahre         |
| Airbus A321neo                   | 082    | 083           | vier inaktiv                                           | 196 (20/–/–/47/129)                                   | 3,9 Jahre          |
| Airbus A321XLR                   |        | 050           |                                                        | - offen -                                             |                    |
| Boeing 737-800                   | 303    |               | zehn inaktiv; mit Winglets ausgestattet                | 172 (16/–/–/24/132)                                   | 15,0 Jahre         |
| Boeing 737 Max 8                 | 064    | 036           | eine inaktiv; sollen teilweise ältere 737-800 ersetzen | 172 (16/–/–/24/132)                                   | 4,2 Jahre          |
| Boeing 737 Max 10                |        | 115           | 30 Stück aus 737 Max 8 umgewandelt                     | - offen -                                             |                    |
| Boeing 777-200ER                 | 047    |               | zwei inaktiv                                           | 273 (–/37/24/66/146)                                  | 24,0 Jahre         |
| Boeing 777-300ER                 | 020    |               | zwei inaktiv                                           | 304 (8/52/28/28/188)                                  | 10,8 Jahre         |
| Boeing 787-8                     | 037    |               | eine inaktiv                                           | 234 (–/20/28/48/138)                                  | 6,5 Jahre          |
| Boeing 787-9                     | 022    | 025           | eine inaktiv                                           | 285 (–/30/21/34/200)                                  | 7,1 Jahre          |
| Boom Overture                    |        | 020           |                                                        | - offen -                                             |                    |
| Gesamt                           | 974    | 329           |                                                        |                                                       | 13,8 Jahre         |

Einige Flugzeuge sind mit einem Internetanschluss vom Anbieter Gogo Inflight Internet für die Fluggäste ausgestattet. Die Flugzeuge der Tochtergesellschaft American Eagle haben kein In-flight Entertainment.

### Aktuelle Sonderbemalungen
Mit Stand Januar 2024 sind folgende Flugzeuge der American Airlines mit einer Sonderbemalung versehen:
| Flugzeugtyp      | Luftfahrzeugkennzeichen | Bemalung                | Bild |
| ---------------- | ----------------------- | ----------------------- | ---- |
| Airbus A321-200  | N162AA                  | "Stand up to Cancer"    |      |
| Airbus A321-200  | N167AN                  | "Medal of Honor"        |      |
| Airbus A321-200  | N578UW                  | "US Airways Heritage"   |      |
| Airbus A321-200  | N579UW                  | "Allegheny Heritage"    |      |
| Airbus A321-200  | N580UW                  | "America West Heritage" |      |
| Airbus A321-200  | N581UW                  | "Piedmont Heritage"     |      |
| Airbus A321-200  | N582UW                  | "PSA Heritage"          |      |
| Boeing 737-800   | N837NN N919NN           | "Oneworld"              |      |
| Boeing 737-800   | N905NN                  | "AstroJet Retro"        |      |
| Boeing 737-800   | N915NN                  | "TWA Heritage"          |      |
| Boeing 737-800   | N916NN                  | "Reno Air Heritage"     |      |
| Boeing 737-800   | N917NN                  | "AirCal Heritage"       |      |
| Boeing 737-800   | N921NN                  | "American Heritage"     |      |
| Boeing 777-200ER | N791AN N796AN           | "Oneworld"              |      |
| Boeing 777-200ER | N751AN                  | 75 years of service"    |      |

### Ehemalige Flugzeugtypen, American Airlines

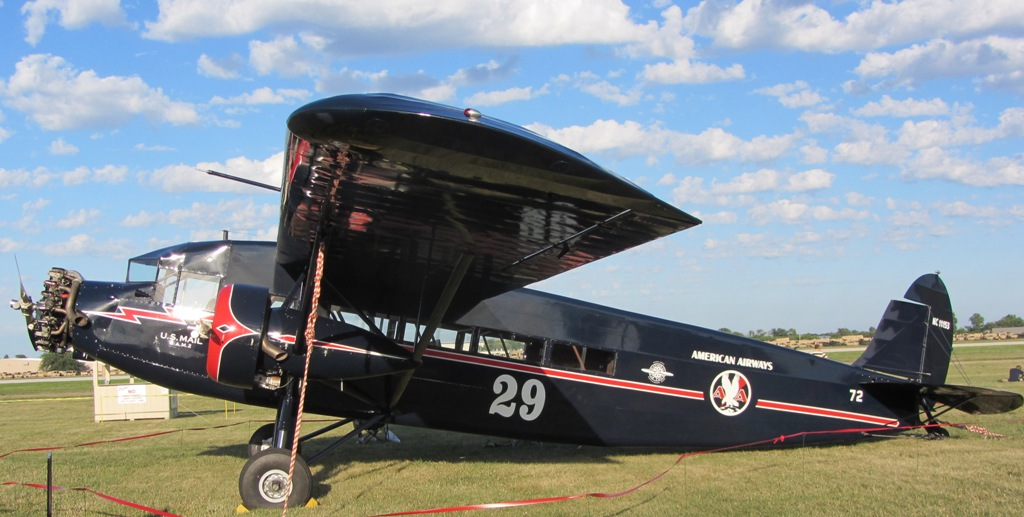
Die 1932 von Century Airlines übernommene Stinson SM-6000 NC-11153 ist das älteste erhaltene Flugzeug der American Airlines

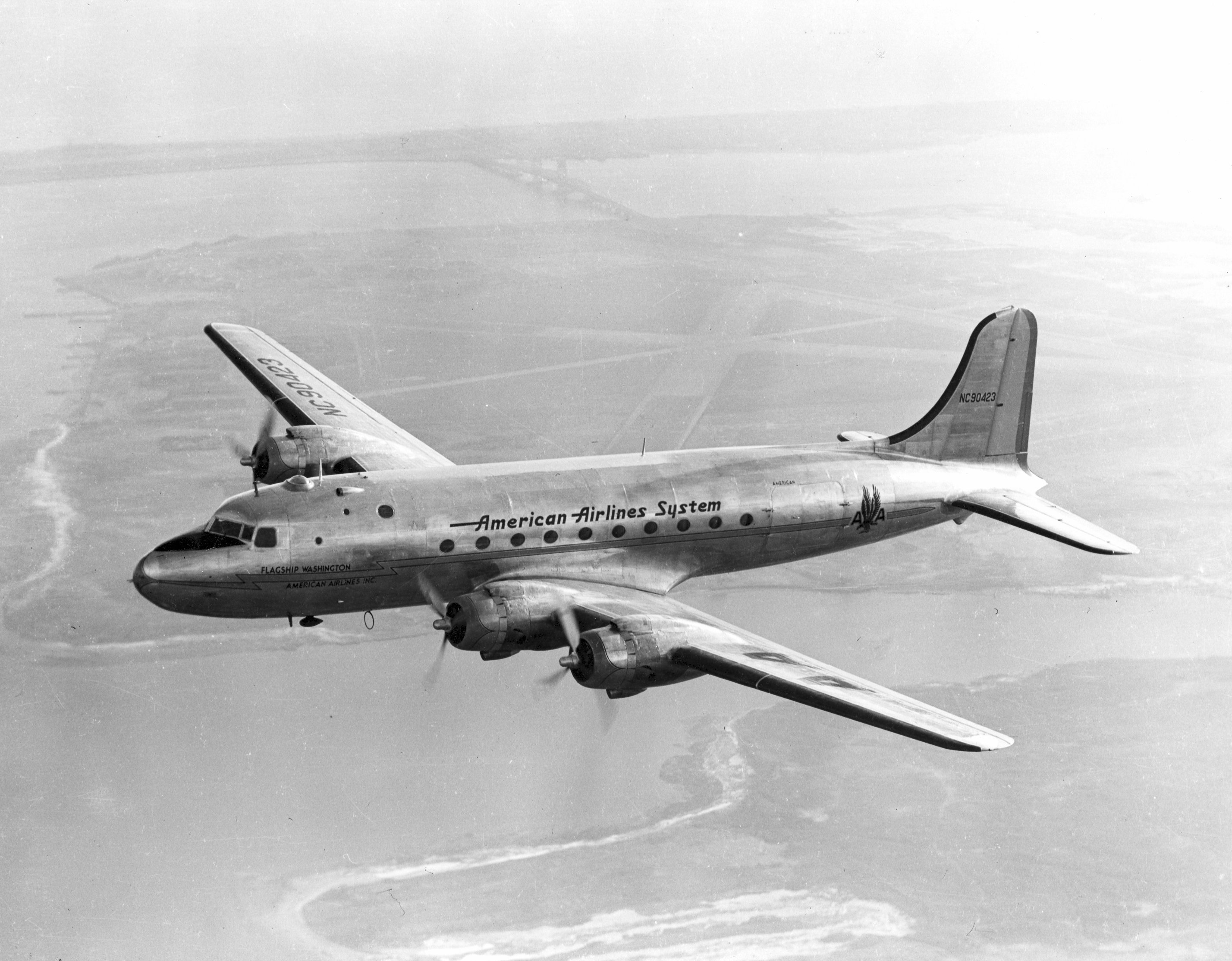
Eine Douglas DC-4 der American Airlines, 1946

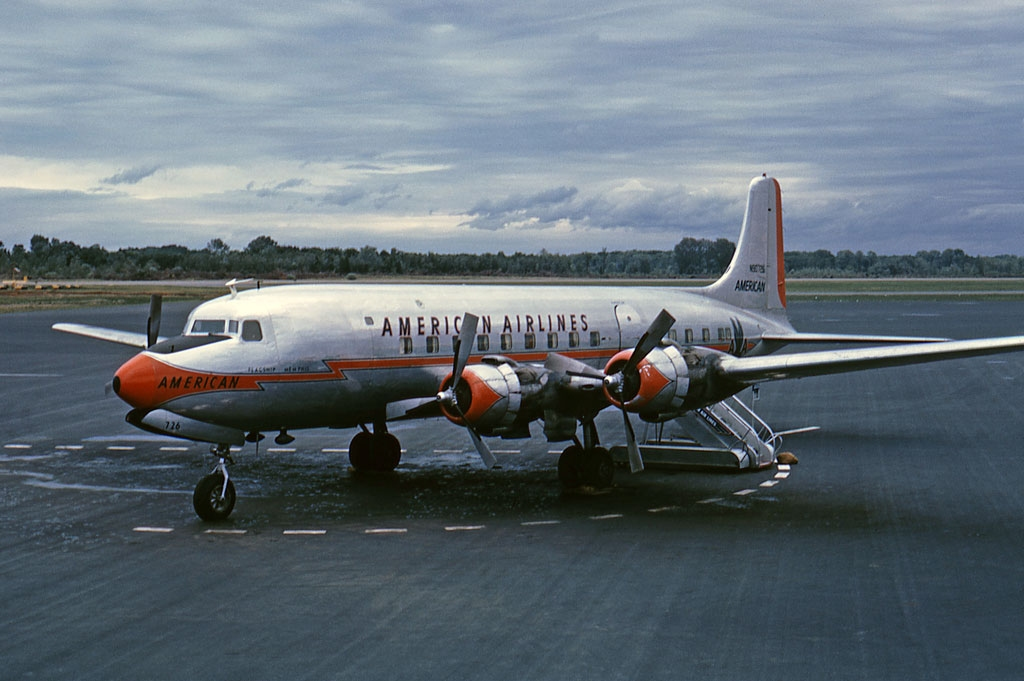
Eine Douglas DC-6 der American Airlines, 1962

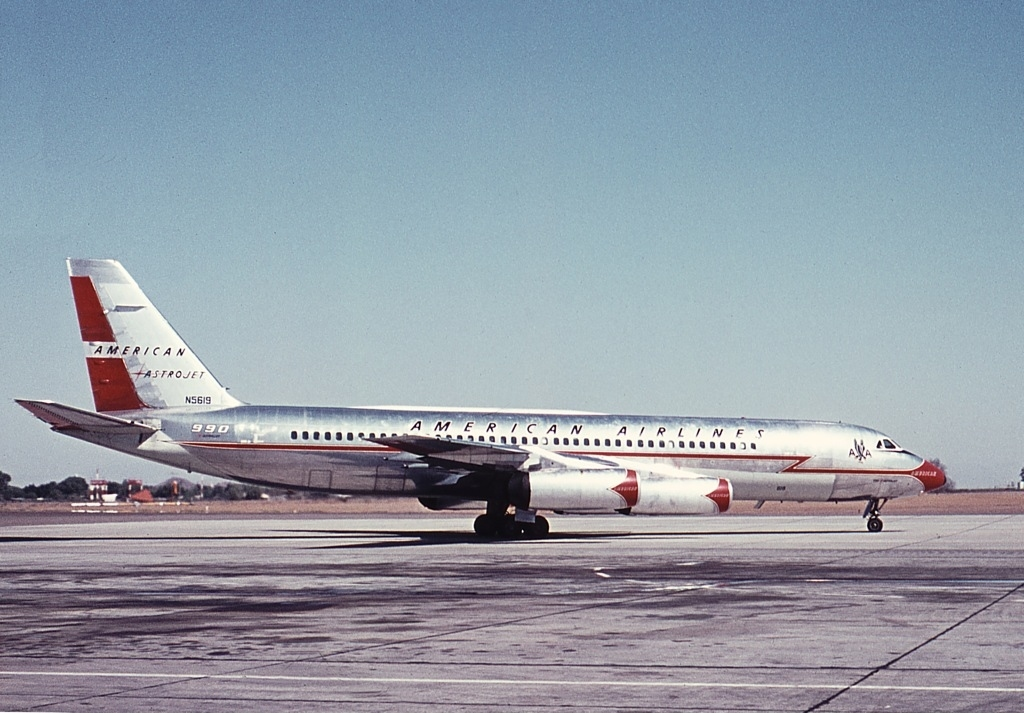
Eine Convair CV-990 der American Airlines, 1962

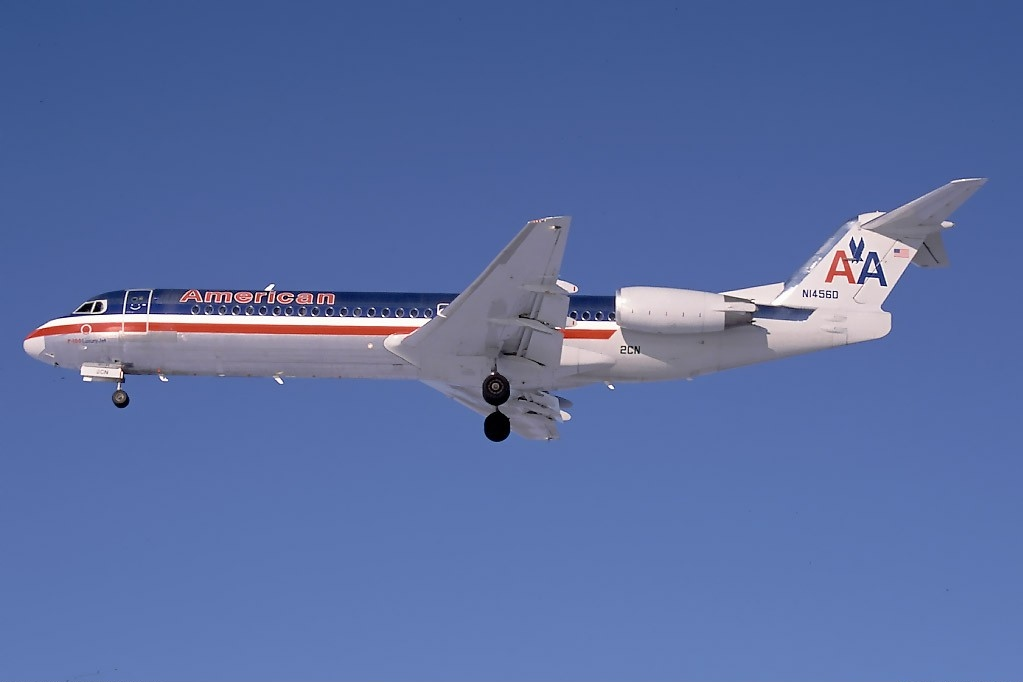
Eine Fokker 100 der American Airlines, 2001

Im Laufe ihres Bestehens betrieb American Airlines u. a. auch folgende Flugzeugtypen:
- Airbus A300B4-600R Erste Auslieferung 1988 und letzter Flug im August 2009: Total 35 Flugzeuge[33]
- Airbus A330-300 wurden im Jahr 2000 an US-Airways ausgeliefert; Anfang 2020 kurz vor der Ausmusterung neun Einheiten vorhanden[34]
- Airbus A330-200 15 knapp neunjährige Flugzeuge ursprünglich von US-Airways wurden von Februar bis April 2020 abgestellt, letzter Flug am 4. April 2020[35]
- BAe 146-100, -200
- BAC 111-401AK
- Boeing 707-100B ab 1959 – erste Küste-zu-Küste-Verbindung mit einem Strahlflugzeug[36]
- Boeing 707-300 bis 1981 ausgemustert[6]
- Boeing 717
- Boeing 720
- Boeing 727-100 ab 1964[36]
- Boeing 727-200
- Boeing 737-100
- Boeing 737-200
- Boeing 737-300
- Boeing 747-100 ab 1970[36]
- Boeing 747-100SF
- Boeing 747-200C 1984 ausgemustert[6]
- Boeing 747SP
- Boeing 757-200 Von America West ab 1987 beschafft, 34 Exemplare 2020 ausgemustert[34]
- Boeing 767-200
- Boeing 767-300ER Ab 1988 im Einsatz und 2020 wurden 17 Maschinen endgültig ausgemustert[34]
- Convair CV-240 ab 1948[36]
- Convair CV-990
- Douglas DC-2
- Douglas DC-3 ab 25. Juni 1936 Erstkunde und beteiligt an der Entwicklung
- Douglas DC-4
- Douglas DC-6 ab 1947[36] und letzter Flug einer Maschine mit Kolbenmotoren im Dezember 1966[6]
- Douglas DC-7 ab 1953 im transkontinentalen amerikanischen Verkehr – mit ihr war erstmals auch bei Gegenwind ein Nonstopflug möglich.[37]
- Douglas DC-10-10, -30 bestellt 1968 und erster Flug für American im August 1971[36] Teils 1983 durch Tausch gegen Boeing 747 von PanAm zu American[6]
- Embraer ERJ-190 Bei US-Airways ab 2006 und 2020 20 Maschinen ausgemustert[34]
- Fokker 100 ab 1991[36]
- Lockheed L-188 Electra ab 1959[36]
- McDonnell Douglas MD-11 ab 1991[36]
- McDonnell Douglas DC-9-81 (MD-81) ab 1983[6]
- McDonnell Douglas DC-9-82 (MD-82)
- McDonnell Douglas DC-9-87 (MD-87)
- McDonnell Douglas MD-90
- Stinson Model A
- Stinson Model U
- Stinson SM-6000B

### Aktuelle Flotte, Regionale Fluggesellschaften

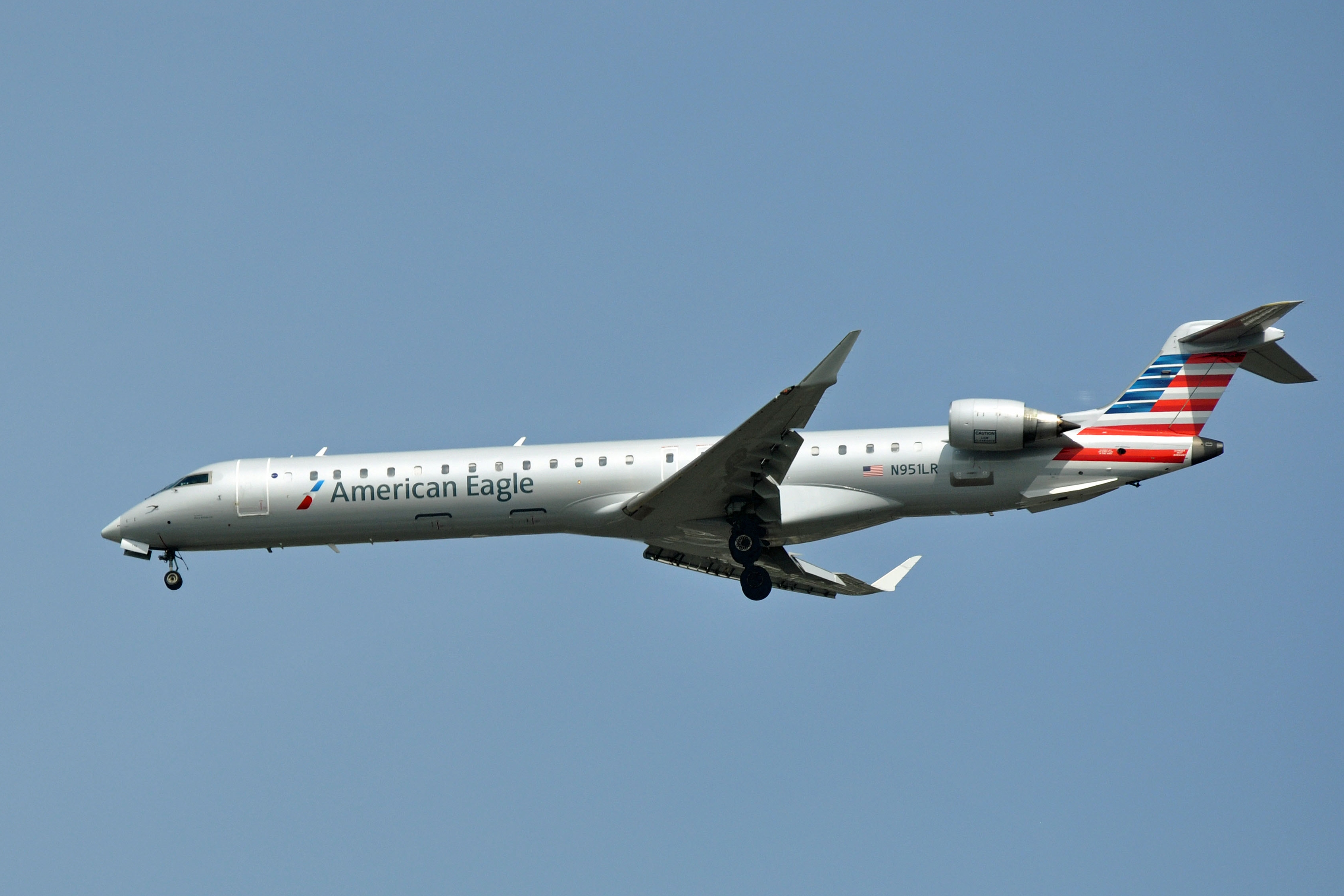
Eine Canadair CRJ900 der American Eagle Airlines, 2015

Mit Stand April 2020 werden weitere 480 Flugzeuge von Tochter- und Partnergesellschaften für Regional- und Zubringerflüge im Namen und Auftrag von American Airlines unter dem Namen American Eagle betrieben.
American Eagle ist eine Dachmarke von American Airlines für unterschiedliche Fluggesellschaften, die Zubringerflüge im Auftrag von American durchführen. Zum American Eagle Verbund gehören neben den Fluggesellschaften Envoy, PSA Airlines und Piedmont Airlines, die sich allesamt im Besitz der American Airlines Group befinden, auch Fluggesellschaften außerhalb des American-Airlines-Group-Konzerns: SkyWest Airlines, ExpressJet Airlines, Republic Airline, Mesa Airlines, Trans States Airlines und Compass Airlines. Seit der Fusion von American Airlines mit US Airways ist auch die ehemals im Auftrag von US Airways operierende Zubringer-Fluggesellschaft Air Wisconsin, die ebenfalls nicht zum AAG-Konzern gehört, Teil des American Eagle Verbunds.

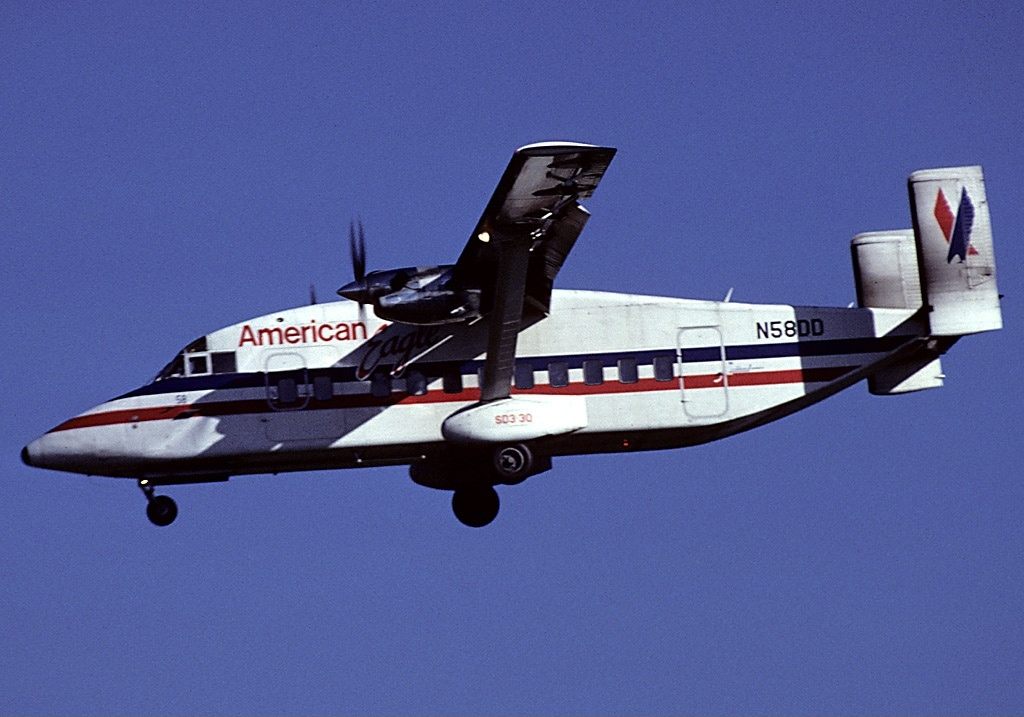
Eine Short 330 im Einsatz der American Eagle, 1989

| Flugzeugtyp       | aktiv | bestellt | Anmerkungen | Sitzplätze | Durchschnittsalter (April 2020) |
| ----------------- | ----- | -------- | ----------- | ---------- | ------------------------------- |
| Bombardier CRJ700 | 62    |          |             | 65-76      | 15,2 Jahre                      |
| Bombardier CRJ900 | 132   |          |             | 76-79      | 8,6 Jahre                       |
| Embraer ERJ 135   | 47    |          |             | 44         | 17,8 Jahre                      |
| Embraer ERJ 145   | 58    |          |             | 50         | 17,0 Jahre                      |
| Embraer ERJ 175   | 162   |          |             | 76         | 6,0 Jahre                       |
| Gesamt            | 480   |          |             |            | 8,0 Jahre                       |

### Ehemalige Flugzeugtypen, regionale Fluggesellschaften

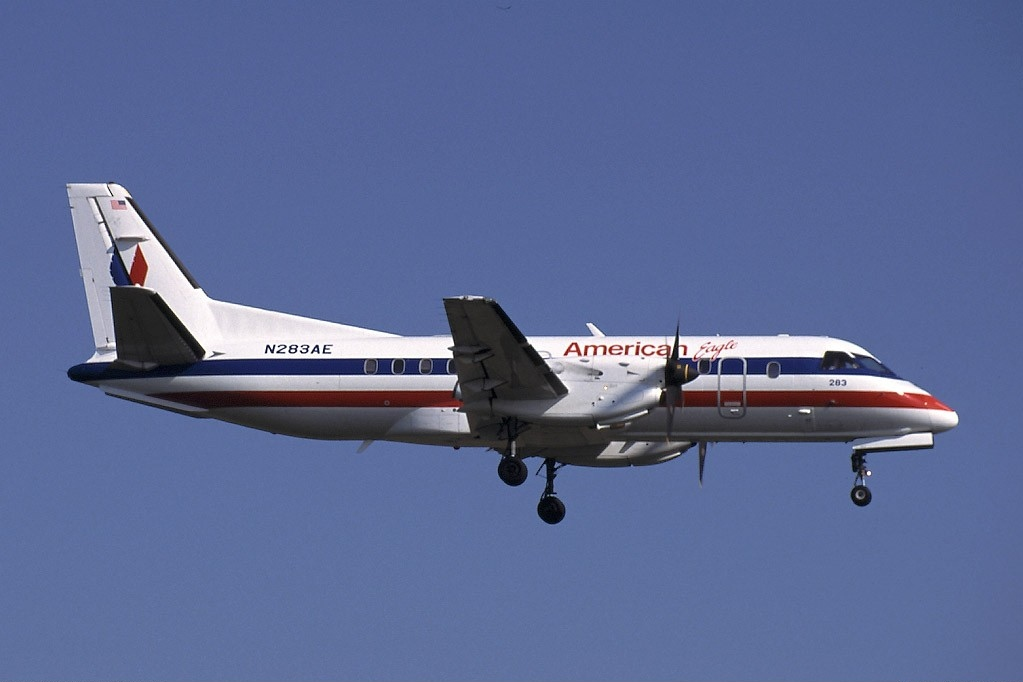
Eine Saab 340 im Einsatz der American Eagle, 2001

Im Laufe ihres Bestehens betrieben die Tochtergesellschaften von American Airlines (American Eagle Airlines bis zur Umbenennung in Envoy Air, PSA Airlines und Piedmont Airlines) im Auftrag der Muttergesellschaft auch folgende Flugzeugtypen:
- ATR 42
- ATR 72
- Bombardier CRJ200 19 Flugzeuge im Jahr 2020 ausgemustert nach Einsatz bei PSA Airlines ab 2003 und American Eagle ab 2013[34]
- BAe Jetstream 32
- Beechcraft Model 99 1967 bis 1987
- CASA 212
- Convair CV-580
- Embraer EMB 110
- Fairchild Swearingen Metro
- NAMC YS-11
- Piper PA-31
- Saab 340 bis 2008
- Short 330 1977 bis 1989
- Short 360

## Zwischenfälle
American Airlines verzeichnete in ihrer Geschichte bis Januar 2024 insgesamt 54 Totalverluste an Flugzeugen mit 1564 Toten. Nicht eingerechnet sind die Toten innerhalb des Gebäudes beim Anschlag auf das World Trade Center am 11. September 2001. Auswahl:
- Am 30. Oktober 1941 geriet eine Douglas DC-3-277B der American Airlines (Luftfahrzeugkennzeichen NC25663) auf dem Flug von Buffalo (New York) nach Detroit (beide USA) in einen Spiralsturz. Beim Abfangversuch kam es dann in einer Höhe zwischen 60 und 150 Metern zum Strömungsabriss und Absturz bei St. Thomas (Ontario) (Kanada). Nach dem Aufschlag mit einer Längsneigung von etwa 70 Grad ging die Maschine sofort in Flammen auf. Alle 20 Insassen, drei Besatzungsmitglieder und 17 Passagiere, kamen ums Leben.[47]

- Am 23. Oktober 1942 wurde eine Douglas DC-3-178 der American Airlines (NC16017) in ihrer Reiseflughöhe von 9000 Fuß (2700 Meter) durch den Kommandanten eines leichten Bombers des Typs Lockheed Ventura der USAAF (41-38116) mehrfach scharf angeflogen, überholt und gekreuzt, um die Aufmerksamkeit des Ersten Offiziers der DC-3, eines Freundes, zu erregen. Schließlich rammte er die DC-3 und brachte sie damit zum Absturz, 5 Kilometer nördlich des Flughafens Palm Springs (Kalifornien, USA). Die B-34 landete sicher auf dem Flughafen Palm Springs. Als Ursache wurde festgestellt: „Rücksichtsloses und unverantwortliches Verhalten von Leutnant [Name] beim absichtlichen Manövrieren eines Bombers in gefährlicher Nähe zu einem Verkehrsflugzeug, in dem ungerechtfertigten Versuch, die Aufmerksamkeit des Ersten Offiziers des letzteren Flugzeugs auf sich zu ziehen.“ Alle 12 Insassen der DC-3 wurden getötet, drei Besatzungsmitglieder und 9 Passagiere (siehe auch American-Airlines-Trip 28).[48]

- Am 28. Juli 1943 geriet eine Douglas DC-3-178 der American Airlines (NC16014) in der Nähe eines schweren Gewitters vermutlich in ungewöhnlich starke Turbulenzen, wobei die Piloten die Kontrolle verloren und die Maschine bei Trammel (Kentucky) mit Bäumen kollidierte und auf ein Feld stürzte. Die Unfallstelle befand sich 79 Kilometer nordnordöstlich des Flughafens Nashville (Tennessee, USA), dem Ziel dieses Fluges. Von den 22 Insassen kamen 20 ums Leben, alle vier Besatzungsmitglieder und 16 Passagiere.[49]

- Am 15. Oktober 1943 sank eine Douglas DC-3-178 der American Airlines (NC16008) bei sehr starker Vereisung in der Nähe von Centerville (Tennessee, USA) in den dicht bewaldeten Südhang eines Hügels, der sich bis zu einer Höhe von etwa 20 Metern erhob. Alle 11 Insassen, drei Besatzungsmitglieder und 8 Passagiere, kamen ums Leben.[50]

- Am 10. Februar 1944 schlug eine Douglas DC-3-277A der American Airlines (NC21767) in einem Längsneigungswinkel von etwa 20 Grad und leichtem Rollwinkel nach rechts mit der Tragfläche zuerst auf dem Fluss Mississippi auf. Der Unfall geschah im Anflug auf den Flughafen Memphis (Tennessee, USA), 29 Kilometer südwestlich davon entfernt. Alle 24 Insassen, drei Besatzungsmitglieder und 21 Passagiere, kamen ums Leben.[51]

- Am 10. Januar 1945 wurde eine Douglas DC-3-277B der American Airlines (NC25684) in das Vorgebirge 4,4 Kilometer vom Flughafen Burbank (Kalifornien, USA) entfernt geflogen, als bei schlechtem Wetter durchgestartet und dabei das vorgeschriebene Verfahren nicht eingehalten wurde. Ein beitragender Faktor war das Unterlassen jeglicher Wettermeldungen an die Piloten durch das Bodenpersonal der Gesellschaft. Das Flugzeug kam vom Flughafen Phoenix Sky Harbor (Arizona). Durch diesen CFIT (Controlled flight into terrain) wurden alle 24 Insassen getötet, drei Besatzungsmitglieder und 21 Passagiere.[52]

- Am 3. März 1946 wurde eine Douglas DC-3-277B der American Airlines (NC21799) im Anflug auf den Flughafen San Diego (Kalifornien, USA) in einer Höhe von 4860 Fuß (1480 Metern) gegen den Berg Thing Mountain geflogen. Durch diesen CFIT (Controlled flight into terrain) wurden alle 25 Insassen getötet, drei Besatzungsmitglieder und 22 Passagiere.[53]

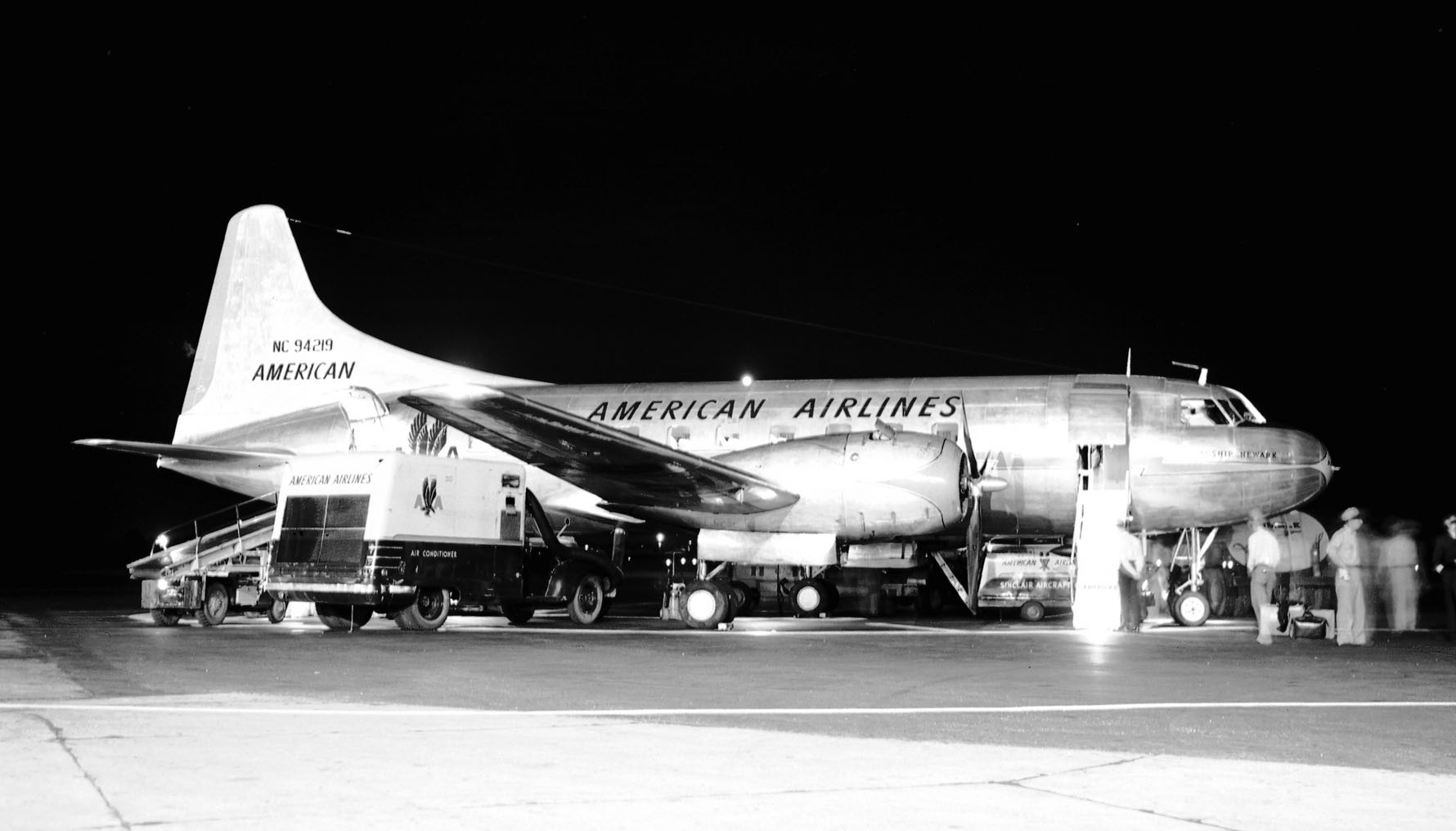
Eine baugleiche mit den etlichen verunglückten Convair CV-240 der American Airlines, 1948

- Am 22. Juni 1949 fiel bei einer Convair CV-240-0 der American Airlines (N94266) beim Start vom Flughafen Memphis-Municipal (Tennessee, USA) das Triebwerk Nummer 2 (rechts) aus. Um Stromleitungen auszuweichen, zogen die Piloten die Nase des Flugzeugs zu hoch, worauf es gut 5 Kilometer ostnordöstlich des Flughafens zu einer Bauchlandung im Gelände kam. Alle 44 Insassen überlebten. Dies war der erste Totalschaden einer Convair CV-240.[54]

- Am 29. November 1949 musste an einer Douglas DC-6 der American Airlines (N90728) im Anflug auf den Flughafen Dallas Love Field (Texas, USA) das Triebwerk Nr. 1 (links außen) abgestellt werden. Im Endanflug fiel auch das Triebwerk Nr. 4 (rechts außen) aus, woraufhin der Kapitän das Kommando zum Einfahren von Ladeklappen und Fahrwerk gab. Der Erste Offizier fuhr zwar das Fahrwerk ein, nicht aber die Landeklappen. Es kam daher zum Strömungsabriss und die Maschine kollidierte mit einem Hangar auf der einen und Hindernissen auf der anderen Seite. Beim Überqueren einer Straße hinter dem Flughafen brach zunächst das gesamte Cockpit ab, danach auch das Heck beim Zusammenstoß mit einem weiteren Gebäude. Von den 46 Insassen kamen 28 ums Leben, zwei Besatzungsmitglieder und 26 Passagiere (siehe auch American-Airlines-Flug 157).[55]

- Am 22. Januar 1953 stürzte eine Convair CV-240-0 der American Airlines (N94229) im Landeanflug auf den Flughafen Newark 5,5 Kilometer südöstlich des Flughafens auf die Stadt. Alle 23 Menschen an Bord starben, ebenso 7 Personen am Boden.[56]

- Am 16. September 1953 wurde eine Convair CV-240-0 der American Airlines (N94255) im Anflug auf den Flughafen Albany (New York, USA) fünf Kilometer südwestlich des Flughafens bei Nebel in den Boden geflogen. Bei diesem CFIT (Controlled flight into terrain) wurden alle 28 Insassen, 3 Besatzungsmitglieder und 25 Passagiere, getötet.[57]

- Am 20. Januar 1954 ging an einer Convair CV-240-0 der American Airlines (N94244) unmittelbar nach dem Abheben vom Buffalo Municipal Airport (New York (Bundesstaat), USA) der linke Propeller in die Segelstellung. Es gelang den Piloten nicht, das Triebwerk wieder anzulassen, weshalb sie eine Bauchlandung in einer kleinen Lichtung machen mussten. Auslöser der plötzlichen Segelstellung war ein Defekt der Torquemeter-Boost-Pumpe. Alle 24 Insassen, drei Besatzungsmitglieder und 21 Passagiere, überlebten den Unfall.[58]

- Am 20. März 1955 wurde eine Convair CV-240-0 der American Airlines (N94234) im Anflug auf den Springfield-Municipal Airport (Missouri, USA) 400 Meter vor der Landebahn in den Boden geflogen. Trotz tiefer Wolken war ein Sichtanflug durchgeführt worden. Bei diesem CFIT (Controlled flight into terrain) wurden 13 der Insassen getötet, 2 Besatzungsmitglieder und 11 Passagiere. Die übrigen 22 Insassen überlebten.[59][60]

- Am 4. August 1955 stürzte eine Convair CV-240-0 der American Airlines (N94221) im Anflug auf den Flugplatz Fort Leonard Wood-Forney Army Airfield (Missouri, USA) etwa einen Kilometer vor der Landebahn ab. Die Maschine war auf dem Flug vom Springfield-Municipal Airport nach St. Louis, als die Piloten in mehreren Notrufen einen starken Triebwerksbrand des Motors Nummer 2 (rechts) meldeten. Sie steuerten für eine Notlandung den Armeeflugplatz an, jedoch brach kurz vor der Landebahn die rechte Tragfläche ab, woraufhin die Maschine zu Boden stürzte. Auslöser war der Einbau eines bereits defekten Zylinders in den Motor am Tag vor dem Unfall, der einen Treibstoffverteiler zerriss, als er sich durch einen Ermüdungsriss zerlegte. Das Feuer war derart heftig, dass die Benutzung der Feuerlöschanlage erfolglos blieb. Alle 30 Insassen, 3 Besatzungsmitglieder und 27 Passagiere, kamen durch diesen Wartungsfehler ums Leben. Gemessen an der Opferzahl war dies der zweitschwerste Unfall einer Convair CV-240 (siehe auch American-Airlines-Flug 476).[61][62]

- Am 6. Januar 1957 wurde eine Convair CV-240-0 der American Airlines (N94247) im Anflug auf den Tulsa Municipal Airport (Oklahoma, USA) rund 6 Kilometer nördlich des Flughafens in den Boden geflogen, als der Erste Offizier die Höhenanzeige falsch interpretierte. Zuvor hatte der Kapitän einen Anflug mit Hilfe des Instrumentenlandesystems (ILS) zugunsten des Nicht-Präzisionsanflugverfahrens mittels ungerichtetem Funkfeuer abgelehnt, obwohl die Wolkenuntergrenze bei nur 60 Meter Höhe in Nieselregen und Nebel lag. Bei diesem CFIT (Controlled flight into terrain) wurde ein Passagier getötet, die übrigen neun Insassen überlebten, davon sechs schwer verletzt.[63][64]

- Am 1. März 1958 wurde an einer Convair CV-240-0 der American Airlines (N94213) beim Start auf dem Flughafen New Haven (Connecticut, USA) das Fahrwerk eingefahren, bevor die Maschine abgehoben hatte. Am linken Triebwerk entstand ein Feuer. Das Flugzeug wurde irreparabel beschädigt. Ein beitragender Faktor war, dass der Sicherheitsschalter im linken Fahrwerk defekt war. Alle 8 Insassen, drei Besatzungsmitglieder und 5 Passagiere, überlebten den Unfall. Ein gleichartiger Unfall ereignete sich am 30. September 2015 auf dem Flughafen Saarbrücken, als bei einer De Havilland DHC-8-400 der Luxair auch das Fahrwerk vor dem Abheben eingefahren wurde.[65]

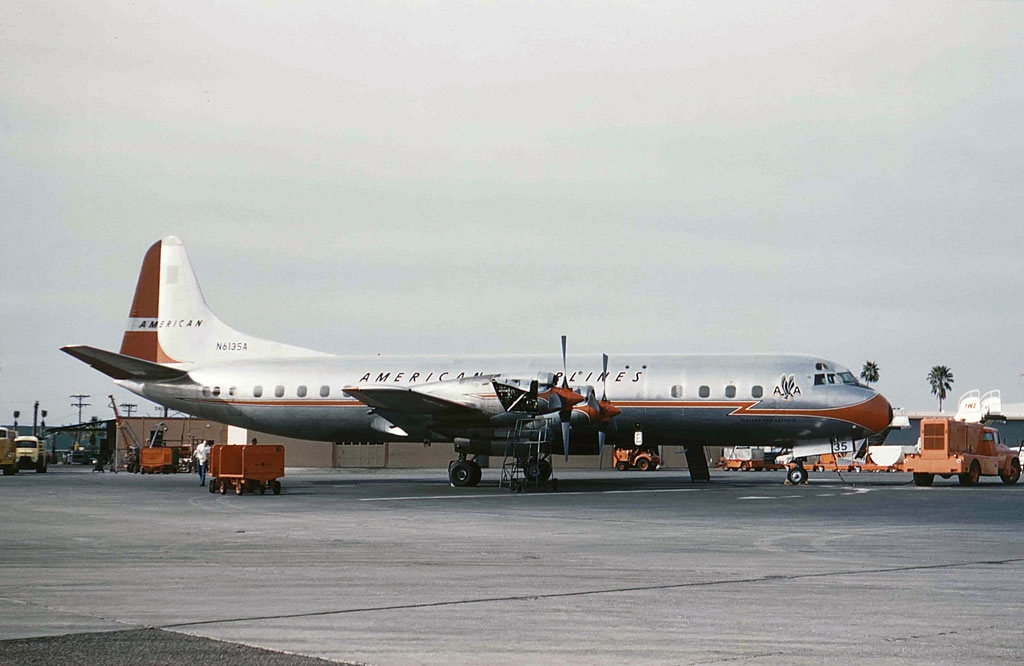
Eine baugleiche mit der am 3. Februar 1959 verunglückten Lockheed L-188 Electra der American Airlines, Phoenix 1961

- Am 3. Februar 1959 starben beim Unfall einer Lockheed L-188A Electra der American Airlines (N6101A) 65 der 73 Personen an Bord, als die Piloten einen zu steilen Landeanflug auf den New Yorker Flughafen La Guardia durchführten und die Maschine etwa 1500 Meter vor der Landebahn in den East River flogen. Dies war der erste Totalschaden einer Electra.[66]

- Am 15. März 1959 wurde eine Convair CV-240-0 der American Airlines (N94273) im Anflug auf den Flughafen Chicago Midway (Illinois, USA) 1,5 Kilometer vor der Landebahn in den Boden geflogen. Beide Piloten des Frachtflugs überlebten diesem CFIT (Controlled flight into terrain).[67]

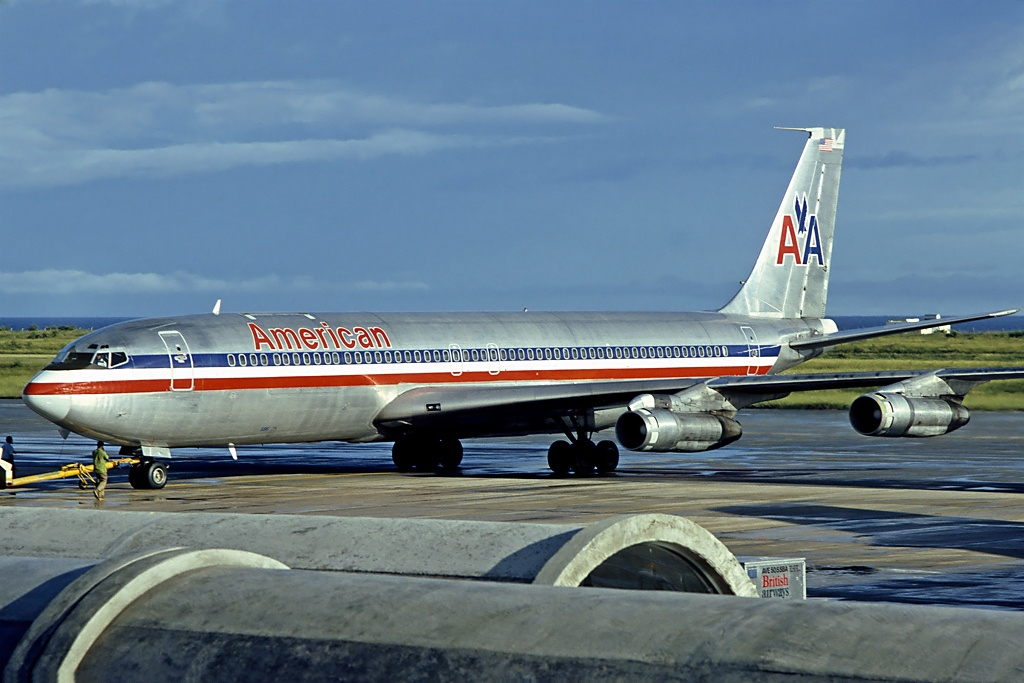
Eine baugleiche mit den von 1959 bis 1962 verunglückten Boeing 707 der American Airlines, Barbados 1980

- Am 15. August 1959 führte die Besatzung einer Boeing 707-123 der American Airlines (N7514A) einen Testflug vom Calverton-Peconic Airpark auf Long Island durch. Während des Fluges begann die Maschine außerordentlich zu gieren. Die Besatzung korrigierte das abnorme Flugverhalten nicht, woraufhin die Maschine seitlich abrollte und infolge eines Kontrollverlustes abstürzte. Die fünfköpfige Besatzung kam ums Leben (siehe auch American-Airlines-Flug 514).[68]

- Am 14. September 1960 streifte das Hauptfahrwerk einer Lockheed L-188A Electra der American Airlines (N6127A) kurz vor der Landebahn am Flughafen New York-LaGuardia einen unmarkierten Deich. Alle 76 Insassen überlebten; die Maschine wurde irreparabel beschädigt.[69]

- Am 28. Januar 1961 verlor die Besatzung einer Boeing 707-123 der American Airlines (N7502A) auf einem Trainingsflug aus ungeklärter Ursache die Kontrolle über die Maschine. Die Maschine stürzte bei Montauk ins Meer, alle sechs Insassen starben (siehe auch American-Airlines-Flug 1502).[70]

- Am 1. März 1962 stürzte eine Boeing 707-123B der American Airlines (N7506A) etwa eine Minute nach dem Abheben vom Flughafen New York-Idlewild nahezu senkrecht in flaches Wasser der Jamaica Bay. Der Grund war eine Fehlfunktion der Seitenrudersteuerung, durch die ein nicht mehr zu behebender Kontrollverlust erzeugt wurde. Alle 95 Insassen, 8 Besatzungsmitglieder und 87 Passagiere, kamen ums Leben (siehe auch American-Airlines-Flug 1).[71]

- Am 30. Mai 1963 geriet an einer Convair CV-990 der American Airlines N5616 auf dem Flughafen Newark (USA) das Hilfstriebwerk (APU) in Brand. Das Flugzeug brannte aus. Personen kamen nicht zu Schaden. Es war der erste Totalverlust einer CV-990.[72]

Die am 27. April 1976 verunglückte Boeing 727 N1963 der American Airlines

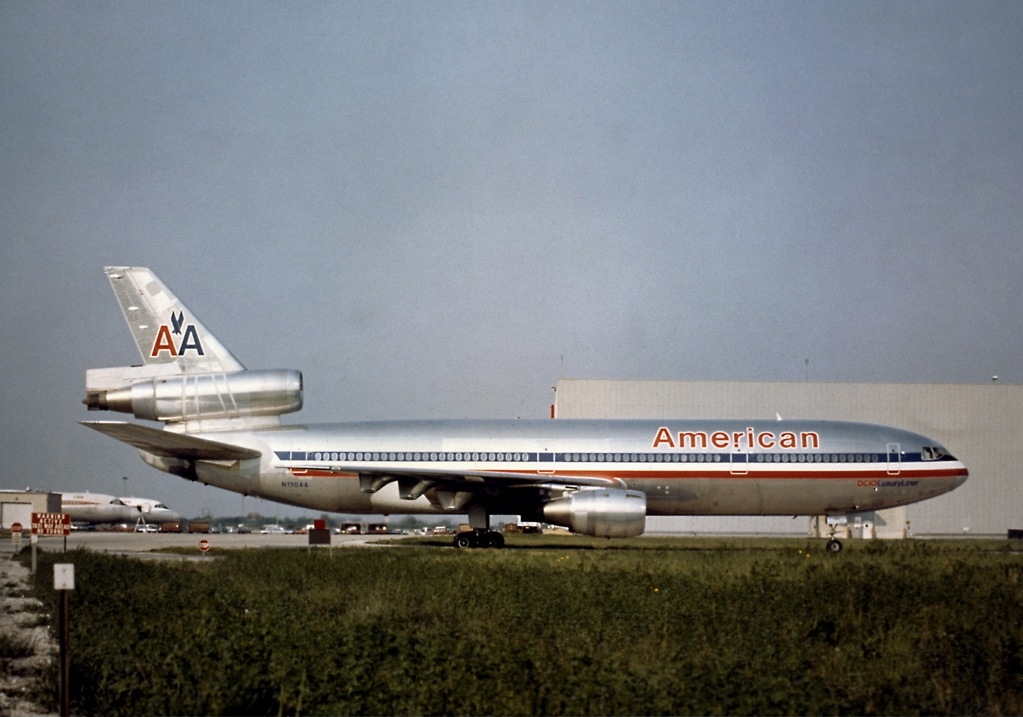
Die im Mai 1979 in Chicago abgestürzte McDonnell Douglas DC-10 N110AA der American Airlines

- Am 12. Juni 1972 öffnete sich auf dem American-Airlines-Flug 96 bei einer McDonnell Douglas DC-10-10 (N103AA) über Windsor, Ontario, die hintere Frachttür und es kam zu einer explosiven Dekompression. Ein Teil des Kabinenbodens brach in den darunter liegenden Frachtraum, was die unter dem Kabinenboden verlaufenden Steuerseile zur Ansteuerung der Steuerflächen beeinträchtigte. Dennoch konnten die Piloten das schwer steuerbare Flugzeug in Detroit landen. Es gab keine Toten.

- Am 27. April 1976 schoss eine Boeing 727-95 der American Airlines (N1963) über das Landebahnende am Flughafen Saint Thomas, Amerikanische Jungferninseln hinaus und prallte auf eine Straßenböschung. Vorausgegangen war ein sehr spätes Aufsetzen, die Einleitung des Durchstartens und dann wieder dessen Abbruch, alles auf einer nur 2134 Meter langen Landebahn. Dabei wurden 37 der 88 Insassen getötet (siehe auch American-Airlines-Flug 625).[73]

- Am 25. Mai 1979 brach auf dem American-Airlines-Flug 191 beim Start auf dem Flughafen Chicago O’Hare ein Triebwerk einer McDonnell Douglas DC-10-10 (N110AA) ab und das Hydrauliksystem wurde beschädigt. Wenige Sekunden später stürzte die unkontrollierbar gewordene Maschine ab. An Bord starben 271 Menschen sowie 2 am Boden. Bis heute ist dies der schwerste Einzel-Flugunfall über amerikanischem Boden.

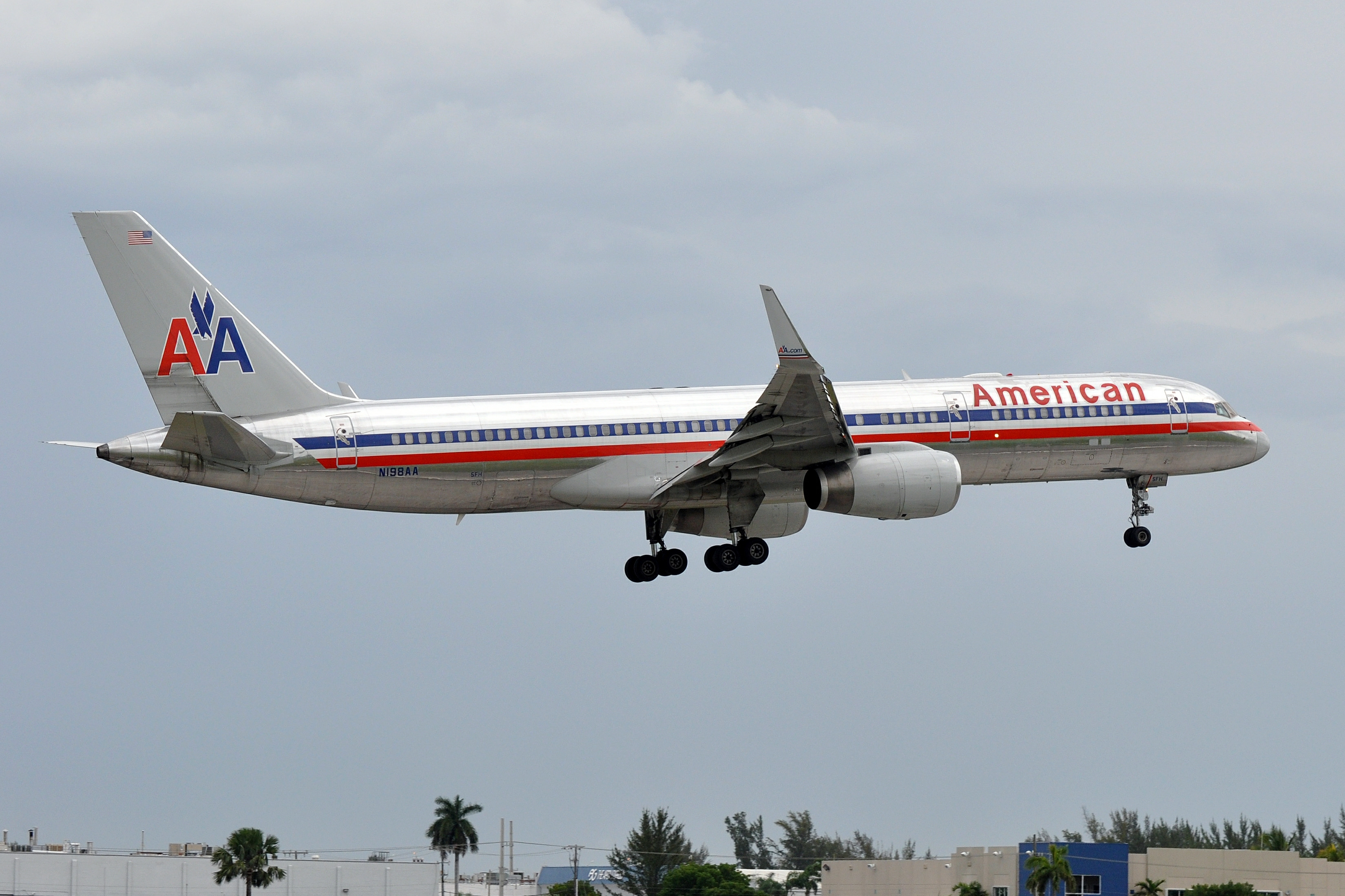
Eine Boeing 757 der American Airlines, baugleich mit der im Dezember 1995 zerstörten

- Am 20. Dezember 1995 flog eine Boeing 757-223 der American Airlines (N651AA) auf dem American-Airlines-Flug 965 während des Landeanfluges durch einen Pilotenfehler in einen Berg nahe Cali, Kolumbien, wobei von 163 Menschen an Bord 159 ums Leben kamen.

- Am 1. Juni 1999 geriet eine McDonnell Douglas MD-82 (DC-9-82) auf dem American-Airlines-Flug 1420 (N215AA) von Dallas nach Little Rock bei Gewitter von der Landebahn ab und prallte gegen eine Leitplanke hinter dem Flughafen. Von 145 Menschen an Bord kamen 11 um.

- Am 11. September 2001 wurden im Rahmen der Terroranschläge in den USA neben zwei Flugzeugen der United Airlines auch eine Boeing 767-223ER (American-Airlines-Flug 11) (Kennzeichen N334AA) und eine Boeing 757-223 (N644AA) der American Airlines entführt und in den Nordturm des World Trade Centers beziehungsweise das Pentagon geflogen und so zum Absturz gebracht (siehe auch American-Airlines-Flug 77).

- Am 12. November 2001 flog ein Airbus A300B4-605R (N14053) von New York John F. Kennedy International Airport nach Santo Domingo durch Wirbelschleppen, die von einer zuvor gestarteten Boeing 747 erzeugt worden waren. Der Copilot, der das Flugzeug zu diesem Zeitpunkt flog, reagierte mit einer Serie von Vollausschlägen des Seitenruders in beide Richtungen. Dadurch wurden die Betriebsgrenzen des Flugzeugs überschritten, woraufhin es zum Verlust des kompletten Seitenleitwerks kam. Das Flugzeug war nicht mehr zu kontrollieren und stürzte in eine Siedlung. Alle 260 Insassen sowie fünf Personen am Boden starben (siehe American-Airlines-Flug 587). Der Unfallbericht nannte Mängel in der Ausbildung als eine wesentliche Ursache für das Fehlverhalten des Copiloten. So waren die meisten Piloten der falschen Meinung, dass unterhalb der Manövergeschwindigkeit nicht nur ein isolierter Vollausschlag eines Ruders, sondern überhaupt alle Ruderbewegungen zulässig seien.[74]

- Am 22. Dezember 2009 schoss eine aus Miami kommende Boeing 737-823 (N977AN) auf dem Flughafen Kingston (Jamaika) bei der Landung unter widrigen Witterungsbedingungen über das Landebahnende hinaus. Das Flugzeug auf dem American-Airlines-Flug 331 durchbrach die Flughafenumzäunung, überquerte eine Straße und kam auf dem Strand hinter dem Flughafen zum Stillstand. Eine Tragfläche und ein Triebwerk wurden vom Rumpf abgerissen, der in drei Teile zerbrach. Von den 148 Passagieren und 6 Besatzungsmitgliedern an Bord wurden 44 verletzt, 4 davon schwer.[75]

- Am 28. Oktober 2016 fing das rechte Triebwerk einer Boeing 767-323ER(WL) (N345AN) am Flughafen Chicago O’Hare beim Startlauf Feuer, woraufhin durch ausgetretenen, brennenden Treibstoff die rechte Tragfläche anschmolz. Nach abgebrochenem Start wurden alle 161 Passagiere und 9 Besatzungsmitglieder über die Notrutschen evakuiert. Dabei wurden 20 Passagiere und eine Flugbegleiterin leicht verletzt. Die Maschine war auf dem Weg nach Miami.[76]

- Am 30. Januar 2025 um 01:48 UTC (20:48 Uhr Ortszeit) kollidierte eine Bombardier CRJ-701ER (CL-600-2C10) der PSA Airlines (N709PS), welche den Flug für American Airlines durchführte, mit einem Sikorsky UH-60L Black Hawk der US Army (00-26860) über Washington D.C. Alle 64 Personen an Bord der Passagiermaschine sowie alle drei Insassen im Hubschrauber kamen ums Leben (siehe auch American-Airlines-Flug 5342).[77]

## Logo

Logo der American Airlines von 1967 bis 2013

Das berühmte Logo der American Airlines wurde 1967 von Massimo Vignelli entworfen. Im Januar 2013 hat American Airlines die neue Marketing-Kampagne „A New American“ („Eine neue American“) gestartet, weshalb auch dieses Logo ersetzt wurde, das seit 1967 ununterbrochen genutzt worden war.
Im Dezember 2013 forderte der neue Chef der fusionierten Fluggesellschaft die Mitarbeiter dazu auf, darüber abzustimmen, ob sie in Zukunft auf der Heckflosse der Flugzeuge das alte Logo (Doppel-A) oder das seit Januar 2013 verwendete Logo wollen, wobei sich 51,9 Prozent für letzteres entschieden. An der Abstimmung nahmen rund 60 Prozent aller Beschäftigten teil. Das neue Logo befindet sich seit dem 15. Dezember 2017 auf allen Flugzeugen der American Airlines Hauptflotte, ausgenommen von Maschinen des Typs McDonnell Douglas DC-9-82 / -83, welche ausgemustert werden sollen. Eine Boeing 737-800 (Kennzeichen N921NN) wird ebenfalls nicht umlackiert werden, sondern weiterhin das alte Logo als „American Heritage“-Bemalung behalten.